# Umberto Sardella
Umberto Sardella (Bari, 15 agosto 1956) è un attore e comico italiano.
È noto al pubblico per la sitcom Mudù in onda su Telenorba e Teledue.

## Biografia
Nel 1995 insieme a Manuel De Nicolò e Donata Frisini, in arte Manuel & Kikka, partecipa alla prima serie della Very Strong Family su Teleregione, che ottiene un ottimo successo, Umberto fa la parte del cugino gay del protagonista Manuel. L'anno successivo partecipa nel sequel Very Strong Family 2 su Teleregione.
Lascia il cast della Very Strong Family (arrivata già all'8ª serie), nel 2001 è nel cast della sitcom Mudù su Telenorba 7 e Telenorba 8 con Uccio De Santis, Emanuele Tartanone, Giuseppe Guida, Gaetano Porcelli, Antonella Genga, Ninni Di Lauro, Mariolina De Fano, Giustina Buonomo e altri comici baresi. Nel 2002 partecipa a La sai l'ultima. Conducono Claudio Lippi e Natalia Estrada.
Nel 2000 partecipa ad una puntata di Ciao Darwin 3 (arbitri vs tifosi).
Nel 2006 è stato uno dei protagonisti della fiction Robinuccio su Telenorba 7 e Telenorba 8 insieme a Emanuele Tartanone.
Nel 2007 partecipa in una puntata del gioco L'ostaggio. Nel 2012 partecipa al film Non me lo dire.
Nel 2014 partecipa al film La mia bella famiglia italiana con Alessandro Preziosi. Nel 2015 è di ruolo nella serie tv "Questo è il mio paese" con Violante Placido.
Nel 2015 partecipa al film Belli di papà con Diego Abatantuono.

## Filmografia
- Qui a Manduria tutto bene, regia di Enzo Pisconti (2008)
- Non me lo dire, regia di Vito Cea (2012)
- Volevamo fare un film, regia di Geo Coretti (2013)
- La matricola, regia di Nicola Conversa (2014)
- La mia bella famiglia italiana (Il ritorno), regia di Olaf Kreinsen - film TV (2014)
- Questo è il mio paese, regia di Michele Soavi (2014)
- Belli di papà, regia di Guido Chiesa. (2015)
- Mi rifaccio il trullo, regia di Vito Cea (2016)
- Italian Business, regia di Mario Chiavalin (2017)
- Il metodo Fenoglio - L'estate fredda - serie TV (2023)
- Le indagini di Lolita Lobosco - serie TV, episodio 3x03 (2024)
- Very Strong Family 1 Sitcom (1995) - Teleregione Color
- Very Strong Family 2 Sitcom (1996) - Teleregione Color
- Mudù 1 - Sitcom (2001) - Telenorba 7 - Telenorba 8
- Mudù 2 - Sitcom (2001-2002) - Telenorba 7 - Telenorba 8
- Mudù 3 - Sitcom (2002) - Telenorba 7 - Telenorba 8
- Mudù 4 - Sitcom (2004) - Telenorba 7 - Telenorba 8
- Robinuccio - Fiction (2006) - Telenorba 7 - Telenorba 8
- Mudù 5 - Sitcom (2007) - Telenorba 7 - Telenorba 8
- Mudù 6 - Sitcom (2009) - Telenorba 7 - Telenorba 8
- Mudù 7 - Sitcom (2011) - Telenorba 7 - Telenorba 8
- Il prezzo del potere - Fiction (2013) - Telenorba 7 - Telenorba 8
- Questo è il mio paese Fiction (2015)- Rai 1
- Mudù 8 - Sitcom (2017) - Telenorba
- Mudù 9 - Sitcom (2020) - Telenorba
- Mudù 10 - Sitcom (2022) - Telenorba
- Mudù 11 - Sitcom (2024) - Telenorba
- Mudù 12 - Sitcom (2026) - Telenorba

## Programmi televisivi
- La sai l'ultima? (2002) - Canale 5
- Ciao Darwin 3 - Varietà (2003) - Canale 5
- L'Ostaggio - Gioco (2007) - Telenorba 7
- Cultura moderna - Varietà (2007) - Canale 5
- Forum - 1 Maggio 2018 - Canale 5